# 大通河乡
大通河乡，是中华人民共和国黑龙江省双鸭山市饶河县下辖的一个乡镇级行政单位。

## 行政区划
大通河乡下辖以下地区：
青山村、兴隆村、镇江村、太平村、永利村、永合村、永明村和通河林场生活区。